# Driopea griseobasalis
Driopea griseobasalis är en skalbaggsart som beskrevs av Stefan von Breuning 1968. Driopea griseobasalis ingår i släktet Driopea och familjen långhorningar.
Artens utbredningsområde är Laos. Inga underarter finns listade i Catalogue of Life.